# Lestes pruinescens
Lestes pruinescens là loài chuồn chuồn trong họ Lestidae. Loài này được Martin mô tả khoa học đầu tiên năm 1910.